# Custo de vida
Custo de vida é a soma dos preços pagos pelos diversos bens e serviços que são consumidos pelas pessoas.
Para o cálculo do custo de vida, e de sua variação ao longo do tempo, é preciso estabelecer parâmetros como a faixa de renda cujo consumo será medida, o impacto de cada item (produto ou serviço) sobre os consumidores e a abrangência geográfica. Por exemplo, o Índice de Custo de Vida (ICV) do Departamento Intersindical de Estatística e Estudos Socioeconômicos (Dieese) media essa variação no consumo de famílias com renda de 1 a 30 salários mínimos em São Paulo, com pesos diferentes para as faixas de 1 a 5, de 1 a 10 e de 1 a 30 salários.